# Temtem
Temtem est un jeu de rôle en ligne massivement multijoueur (MMORPG) développé par le studio espagnol Crema et édité par Humble Bundle. Le jeu est sorti en accès anticipé via Steam le 21 janvier 2020 et sur PlayStation 5 le 8 décembre 2020. Le jeu sort officiellement le 6 septembre 2022 sur ces plateformes ainsi que sur Xbox Series et Nintendo Switch. Le jeu utilise le moteur de développement Unity et est un jeu vidéo de collection de créatures inspiré de la série Pokémon de Nintendo.
Le jeu a été en partie financé à l'aide de la plateforme de financement participatif Kickstarter, de mai à juin 2018. Un mois après sa sortie en accès anticipé, il s'est vendu à plus de 500 000 exemplaires sur PC.

## Système de jeu
Le gameplay de Temtem est relativement inspiré de la série Pokémon. Les joueurs explorent la zone en capturant des créatures appelées Temtem et les commandent dans des batailles contre d'autres Temtem contrôlés par un PNJ ou un autre joueur.
Dans le jeu, les joueurs assument le rôle de dompteurs novices de Temtem qui commencent leur voyage autour des six îles flottantes de l'archipel Airborne tout en faisant face à la menace du Clan Belsoto, une organisation maléfique qui prévoit de régner sur les îles par la méthode forte.